# Klaus Heinrich Keller
Klaus-Heinrich Keller (* 21. November 1938 in Godramstein; † 24. April 2018) war ein deutscher Maler.

## Leben
Klaus-Heinrich Keller war Maler und wohnte in Rodalben. Er arbeitete dort in seinem Atelier überwiegend in Mischtechnik auf großformatiger Leinwand. Der Musiker Andreas Keller ist sein Sohn, die Landschaftsarchitektin und Universitätsprofessorin Regine Keller seine Tochter.
Nach seinem Studium an der Akademie Mannheim bei Paul Berger-Bergner war er Kunsterzieher an der Staatlichen Realschule in Waldfischbach. Von 1995 bis 2003 war er als Lehrbeauftragter an der Universität Kaiserslautern. Keller war Mitglied der 1946 gegründeten Künstlervereinigung Pfälzische Sezession. Er starb im April 2018.

### Preise und Auszeichnungen
- 1969:  Pfalzpreis für Malerei
- 1972: Hans Purrmann-Preis der Stadt Speyer
- 1981: Daniel-Henry-Kahnweiler-Preis der Stadt Rockenhausen
- Förderpreisträger des Landes Rheinland-Pfalz.
- Salzburgstipendium des Landes Rheinland-Pfalz.

### Ausstellungen
Pirmasens, Krefeld, Landau/Pfalz, Kaiserslautern, München, Karlsruhe, Speyer, Zweibrücken, Saarbrücken,  Wiesbaden, Grenchen, New York, Paris, Mainz, Mont-de-Marsan, Bern, Berlin, Hamburg, Frankfurt/Main, Heidelberg, Herrenhof Mußbach, Miltenberg, Zülpich, Kirchheimbolanden, Atlanta, Lugano, Ascona, Dahn, Berlin (Rheinland-Pfälzische Landesvertretung).